# Jusuf El-Domiaty
Jusuf El-Domiaty (* 11. Oktober 1990 in Braunschweig, Niedersachsen) ist ein deutscher Basketballspieler ägyptisch-bosnischer Abstammung. El-Domiaty spielte zunächst erfolgreich in seiner Heimatstadt Basketball und wurde dort Juniorennationalspieler. Von 2011 bis 2016 spielte er in Bremerhaven, zunächst nur beim Kooperationspartner Cuxhaven BasCats in der zweiten Spielklasse ProA und ab der Saison 2012/13 fest im Kader des Erstligisten Eisbären.

## Karriere
El-Domiaty spielte in den Jugendmannschaften der SG Braunschweig und mittels Doppellizenz auch bereits ab 2006 in der Herrenmannschaft Spot Up Medien Baskets (SUM Baskets) in der ProB. Nachdem er mit der U18-Nationalmannschaft bei der EM-Endrunde 2008 knapp den Klassenerhalt in der Gruppe der 16 besten europäischen Juniorennationalmannschaften erreicht hatte, spielte er in der ProB 2008/09 überwiegend für die SUM Baskets und kam nur noch sporadisch in der Nachwuchs-Basketball-Bundesliga zum Einsatz. In der ProB 2009/10 bestätigte er dies mit einer Einsatzzeit von knapp 30 Minuten und gut zehn Punkten pro Spiel und erhielt erste Kurzeinsätze in der Erstligamannschaft der New Yorker Phantoms in der höchsten Spielklasse Basketball-Bundesliga. Nachdem er in der folgenden Spielzeit darüber nicht hinauskam, entschloss er sich 2011 zu einem Vereinswechsel.
Ab 2011 stand El-Domiaty in Bremerhaven unter Vertrag. Der Erstligaverein Eisbären gab ihn in der Spielzeit 2011/12 jedoch zunächst an seinen Kooperationspartner BasCats aus Cuxhaven in der zweithöchsten Spielklasse 2. Bundesliga ProA weiter. In der ProA-Saison 2011/12 gehörte El-Domiaty zu den stärksten deutschen Spielern der Liga und wurde als „Nachwuchsspieler des Monats Januar 2012“ sowie am Saisonende als „Nachwuchsspieler des Jahres“ (der Spielzeit 2011/12) ausgezeichnet. Nachdem er mit Hilfe der Doppellizenz bereits in der Basketball-Bundesliga 2011/12 drei Kurzeinsätze bei den Eisbären in der höchsten Spielklasse hatte, wurde er in der Basketball-Bundesliga 2012/13 fest in den Kader der Bremerhavener Erstligamannschaft übernommen.
In der Saison 2014/2015 stand er in 27 Partien auf dem Feld, er erzielte dabei im Schnitt rund 3,3 Punkte sowie 0,6 Assists pro Spiel.
In der Saison 2015/2016 kehrte Jusuf El-Domiaty für drei Monate zurück nach Bremerhaven, er erhielt bei den Eisbären einen Dreimonats-Vertrag von September bis Anfang Dezember, um den verletzten Adam Ariel zu ersetzen.
Am 21. Juli 2016 unterzeichnete El-Domiaty einen Vertrag beim ProA-Ligisten Dresden Titans. Mit den Sachsen stieg er aus der zweiten Liga ab. Ab Januar 2018 verstärkte er die Mannschaft des SC Langenhagen in der zweiten Regionalliga. Mit den Niedersachsen gewann er den Meistertitel, zu dem er einen Punktedurchschnitt von 14,4 je Begegnung beitrug. Im Juli 2018 wurde er vom SC Rist Wedel (2. Bundesliga ProB) unter Vertrag genommen. Allerdings wurde noch vor dem Saisonbeginn bekannt gegeben, dass er aufgrund eines Knorpelschadens im Knie das Spieljahr 2018/19 würde aussetzen müssen.